# Dioscoreales
Dioscoreales R.Br. è un ordine di piante angiosperme monocotiledoni.
Fra le famiglie comprende la Dioscoreaceae, che include le piante del genere Dioscorea (yam, "igname"), utilizzata come importante fonte alimentare in molte regioni del Mondo.

## Descrizione
L'ordine Dioscoreales include piante che sono in grado di formare un organo sotterraneo per l'accumulo di nutrienti, cosa comune a molte altre monocotiledoni.
Un'eccezione è costituita dalla famiglia Burmanniaceae, che è interamente micoeterotrofica e include specie che sono prive di capacità fotosintetiche.
Le Dioscoreaceae includono principalmente rampicanti (Dioscorea) e altre specie striscianti (Epipetrum). D'altra parte la famiglia Nartheciaceae è composta da piante erbacee, con un aspetto piuttosto simile al giglio (Aletris), mentre la famiglia Burmanniaceae è un gruppo interamente micoeterotrofico.
Tutte le specie, tranne i generi assegnati alla famiglia Nartheciaceae, esprimono una microsporogenesi simultanea.
Le piante delle Nartheciaceae, invece, mostrano microsporogenesi successive, cosa che è uno dei tratti che dimostrano che questa famiglia è un gruppo fratello rispetto a tutte le altre famiglie incluse nell'ordine.

## Distribuzione e habitat
Le specie di questo ordine sono presenti in tutti i continenti ad eccezione dell'Antartide.
I rappresentanti di questo ordine sono principalmente specie tropicali, ma vi sono comunque membri delle famiglie Dioscoreaceae e Nartheciaceae che vivono nelle regioni più fresche dell'Europa e dell'America Settentrionale.

## Tassonomia
Questo raggruppamento non era contemplato dal sistema Cronquist che assegnava la maggior parte delle famiglie in esso incluse all'ordine Liliales.
L'ordine, introdotto dal sistema APG del 1998, è collocato nel clade monocotiledoni e includeva le famiglie Burmanniaceae, Dioscoreaceae, Taccaceae, Thismiaceae e Trichopodaceae.
Nel sistema di classificazione APG II del 2003, la famiglia Thismiaceae è stata inclusa nella famiglia Burmanniaceae e le famiglie Taccaceae e Trichopodaceae sono state incluse nella famiglia Dioscoreaceae; è stata inclusa nel raggruppamento anche la famiglia Nartheciaceae.

## Evoluzione

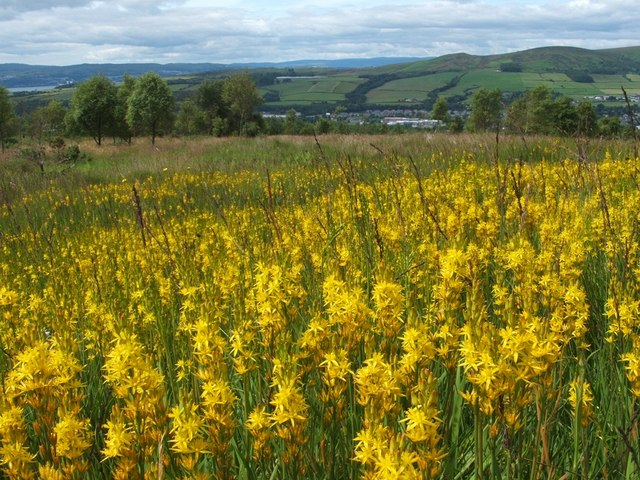
Narthecium ossifragum - asfodelo della palude

I dati relativi all'evoluzione dell'ordine sono stati raccolti da analisi molecolari, dal momento che finora non sono state individuate specie fossili.
Si è stimato che le Dioscoreales e il suo clade fratello Pandanales si divisero circa 121 milioni di anni fa, al principio del Cretaceo, quando si formò lo stem group.
Quindi ci vollero circa 3-6 milioni di anni perché il crown group si differenziasse nel medio Cretaceo.